# 南漢普斯特德站
南漢普斯特德站（英語：South Hampstead railway station）是伦敦地上铁沃特福德直流电铁线的一座车站，位于南漢普斯特德，属于第2收费区。

## 概況
本站距離瑞士屋站西南約500米。本站每天每小時3對列車，在平日深夜和清晨為每小時2對列車。

## 历史
1879年6月2日，本站啟用，車站名稱為勞登路站。1922年改為現在名稱。此站曾有西海岸主線站台，在1960年代线路电气化时站台被拆除。至今仍可在擋土墻的砌磚痕跡里看到老天橋的蹤跡。

## 其他
本站曾被约翰·贝杰曼在1952年的詩篇里《第一次和最後一次愛》中有所描述。